# Norbert Schwontkowski
Norbert Schwontkowski (* 29. April 1949 in Bremen-Blumenthal; † 14. Juni 2013 in Bremen) war ein deutscher Maler.

## Biografie
Schwontkowski studierte von 1968 bis 1973 Freie Malerei an der Hochschule für Gestaltung in Bremen sowie an der Hochschule für bildende Künste Hamburg. 1973 hatte er seine erste Einzelausstellung bei der Kunstschau Böttcherstraße, Bremen. 1974 war er an der Ausstellung 20 Bremer in der Kunsthalle Bremen beteiligt. Er nahm an mehreren Gruppen- und Einzelausstellungen in Neuseeland, den Niederlanden und Italien teil. 1985 erhielt er den Bremer Förderpreis für Bildende Kunst. 1994 wurde er – zusammen mit Andreas Slominski – mit dem Bremer Kunstpreis ausgezeichnet. Im selben Jahr erhielt er den Overbeck-Preis für Bildende Kunst. Inzwischen gehört er zu jenen deutschen Malern der Gegenwart, deren Arbeiten auch in der internationalen Kunstszene Beachtung finden. Seine Gemälde und anderen Arbeiten befinden sich verteilt in einigen privaten und öffentlichen Sammlungen im In- und Ausland. 2003 gehörte Norbert Schwontkowski zur Auswahl unter den über 100 Neuaufnahmen der letzten vier Jahre, die als Mitglieder in den Deutschen Künstlerbund aufgenommen wurden. Vierzig Neumitgliedern wurde so (anlässlich des hundertjährigen Vereinsjubiläums) eine Ausstellungsmöglichkeit in der Bonner Bundeskunsthalle geboten; darunter auch Harald Naegeli, Bjørn Melhus und Susanne Weirich. Nachdem Schwontkowski bereits Lehraufträge in Bremen und Greifswald sowie eine Gastprofessur in Braunschweig hatte, folgte 2005 eine Professur für Malerei an der Hochschule für bildende Künste Hamburg, die er 2009 niederlegte.
Schwontkowskis meist gegenständliche Bildthemen spielen mit dem Unbewussten und Surrealen, seine mit vielfältigen malerischen Mitteln ins Bild gesetzten Figuren und Motive schweben oft in weiten, undefinierten Räumen.

## Ausstellungen
- 2019: Norbert Schwontkowski. Some of My Secrets, Kunstmuseum Bonn[2]
- 2017: Norbert Schwontkowsky, Dem Tod ins Gesicht gelacht, Museum Goch; danach in der Kunsthalle Wilhelmshaven[3]
- 2014: Norbert Schwontkowski. Bilder aus dem Nachlass, Contemporary Fine Arts, Berlin
- 2013: Norbert Schwontkowski. Dass ich ein Maler war., Kunsthalle Bremen[4]
- 2013: The Inner Architecture of Painting, Kolumba Museum, Köln
- 2013: Blind Man’s Faith, Hamburger Kunstverein
- 2010: Lebenslust und Totentanz, Kunsthalle Krems; Steppin' Out, Kunsthalle zu Kiel
- 2010: Dirty, Kerlin Gallery, Dublin
- 2009: Decision of the Hand, Grimm Gallery, Amsterdam
- 2009: Ångstrœm, Mitchell Innes & Nash Gallery, New York, USA
- 2009: Neue Bilder, Contemporary Fine Arts, Berlin
- 2008: Good Year. Galerie Haas, Zürich.
- 2008: Go for it! Olbricht Collection (a sequel), Neues Museum Weserburg Bremen
- 2007: Norbert Schwontkowski, Stadtgalerie Schwaz
- 2007: My face in my next life, Gallery Side 2, Tokyo, Japan
- 2007: Arbeiten auf Papier, Galerie beim Steinernen Kreuz, Bremen
- 2006: 4. Berlin Biennale, kuratiert von Maurizio Cattelan, Massimiliano Gioni und Ali Subotnick
- 2006: Goethe abwärts – deutsche Jungs etc., Mönchehaus Museum Goslar
- 2006: Vertigo, Contemporary Fine Arts, Berlin
- 2005: Project Room: Norbert Schwontkowski, The Rubell Family Collection, Miami, USA
- 2005: Bossa Nova, Contemporary Fine Arts, Berlin
- 2004: Kino, Kunsthalle Bremen
- 2003: Herbarium der Blicke, Bundeskunsthalle, Bonn
- 2003: The Blumenthal Patterns, MUKA Gallery, Auckland, New Zealand
- 2003: Broken China, Produzentengalerie, Hamburg
- 2000: Kabinett der Zeichnung, Kunstverein Düsseldorf (auch Württembergischer Kunstverein, Stuttgart und Kunstverein Lingen)
- 1993: Malerei, Kunsthalle Bremerhaven